# Sistema ABM A
Il Sistema ABM A è stato un sistema antimissile balistico di fabbricazione sovietica sviluppato a partire dal 1956 e basato sul missile antimissile V-1000.
Denominato anche Sistema Leningrad, o, più raramente, RZ-25, non è mai entrato in servizio in quanto il metodo di intercettazione impiegato dai V-1000, una testata a frammentazione contenente 16.000 proiettili in tungsteno di forma sferica, venne ritenuto inaffidabile rispetto alla detonazione di una testata nucleare che garantiva percentuali di successo maggiori.
La prima intercettazione riuscita avvenne il 4 marzo 1961, quando i vettori del Sistema A intercettarono un missile R-12 lanciato da Kapustin Yar.

## Sviluppo
Il programma per la costruzione di un sistema capace di intercettare i missili balistici intercontinentali venne autorizzato dai vertici del Cremlino agli inizi del 1956. L'incarico di realizzare quello che fu chiamato Sistema A venne affidato a G.B. Kisunko, dell'SB-1, che a sua volta, nel mese di febbraio, affidò lo sviluppo delle varie componenti ad altri OKB. Secondo il progetto, il sistema ABM sarebbe stato composto da diverse parti.
- Un radar per il tracciamento a lungo raggio (SDO): V.P. Sosulnikov ed A.L. Mintsa, presso l'Istituto Radiotecnico dell'Accademia delle Scienze dell'Unione Sovietica. Questi svilupparono parallelamente due varianti. Quello che fu costruito prese il nome di Dunai-2, ed aveva una portata di 1 200 km.
- Tre radar per il tracciamento (RTN): G.B. Kisunko ed A.L. Mintsa. Questi radar erano forniti di antenne separate, che li mettevano in grado di inseguire sia i missili ostili in arrivo, sia i missili antimissile in partenza. Avevano una portata di 700 km.
- Una stazione per l'acquisizione del bersaglio e la guida del missile antimissile (RSVPR): S.P. Rabinovich.
- Missile anti-balistico V-1000 (Grushin) con relativo lanciatore (I.I. Ivanov).
- Sistema di intercettazione a lungo raggio (SPD): F.P. Lipsman
- Computer centrale del sistema: Lebedev del TsVS.

I progetti vennero completati nel mese di marzo, e ad agosto fu autorizzata la costruzione del poligono missilistico di Sary Shagan, nel deserto di Betpaqdala, in modo da avere un'area attrezzata per le prove del sistema. I lavori terminarono nel 1957.
Nel 1958 divenne operativo il radar SDO Dunai-2, per il puntamento a lungo raggio. Questo era situato sulle rive del lago Balqaš, e venne immediatamente utilizzato per effettuare i test del missile. Ad un centinaio di chilometri ad ovest, furono posti i lanciatori del V-1000. Il missile volò per la prima volta il 16 ottobre dello stesso anno. I tre radar RTN, invece, furono sistemati nel deserto di Betpaqdala, ad una distanza compresa tra i 100 ed i 250 km dal lago.
Il 29 novembre 1960, il sistema raggiunse il suo primo successo: ebbe luogo un'intercettazione simulata di un SS-3 Shyster da parte di un V-1000. L'ICBM non fu distrutto, anche perché il missile intercettore non montava alcuna testata, visto che era ancora nella fase di messa a punto. Comunque, il V-1000 era nel raggio di efficacia.
Tra la fine del 1960 e gli inizi del 1961, ci furono diversi test falliti, sia per problemi tecnici, sia per errori umani. Comunque, il 4 marzo 1961, ci fu la prima intercettazione di un missile balistico: un SS-4 Sandal con testata fittizia (500 kg di acciaio al posto di quella nucleare) fu distrutto da un V-1000 con testata convenzionale.
Inoltre, tra il 1961 ed il 1962, grazie al cosiddetto Progetto K, venne valutata e dimostrata l'efficacia del sistema in un ambiente contaminato dalle radiazioni.
Nel 1966, gli autori dello sviluppo del sistema ricevettero l'Ordine di Lenin.

## Funzionamento
I radar del sistema antimissile erano estremamente potenti. Infatti, risultavano di dimensioni superiori di ben cento volte di quelli antiaerei, e l'energia che erano in grado di generare era di circa dieci milioni di volte maggiore. Il tutto era gestito attraverso dei computer in grado di svolgere 40 000 operazioni al secondo. Questi vennero collegati ai radar mediante sistemi di comunicazione criptati.
I tre radar RTN erano in grado di triangolare la posizione del missile ostile con una precisione nell'ordine dei 5 km ad una distanza di 150 km su un fronte di 360°. L'RSVPR calcolava il punto di intercettazione e comunicava i dati alle rampe, che iniziavano a ruotare ed a posizionarsi per il lancio. Non appena il missile bersaglio raggiungeva il punto previsto, l'RTN inviava il comando di lancio al missile antimissile.

## Servizio
Il sistema RZ-25 nacque per motivi sperimentali, ma nel 1961-1962 venne effettivamente immesso in servizio, in attesa che fosse operativo il più sofisticato (e definitivo) A-35. I missili V-1000 vennero schierati in due località.
- vicino a Tallinn: queste rampe presero il nome di Linea Tallinn. Fu durante la costruzione di queste che l'intelligence occidentale individuò per la prima volta il V-1000 e, scambiandolo per un missile superficie-aria, lo identificò con il nome in codice NATO di SA-5 Griffon.
- nei pressi di Leningrado (oggi San Pietroburgo): si trattava di 30 rampe in tre località, costruite a partire dal 1962. Questi divennero noti con il nome di Sistema ABM Leningrad, nome con il quale è a volte identificato l'intero sistema[3].

Comunque, il V-1000 venne ritirato dal servizio nel 1964, non è chiaro se per il successo del sistema A-35 o se per problemi tecnici. Anche i siti di lancio vennero smantellati.